# 제68회 골든 글로브상
제68회 골든 글로브상은 2010년 상영된 영화 중 가장 뛰어난 영화를 수상하기 위해 2011년 1월에 열린 시상식이다.

## 수상 및 후보

### 세실 B. 데밀 상
- 로버트 드 니로 수상

### 작품상-드라마
- 소셜 네트워크 - 데이빗 핀처 수상
- 블랙 스완 - 대런 아로노프스키
- 더 파이터 - 데이빗 O. 러셀
- 인셉션 - 크리스토퍼 놀란
- 킹스 스피치 - 톰 후퍼

### 여우주연상-드라마
- 블랙 스완 - 나탈리 포트만 수상
- 프랭키와 앨리스 - 할리 베리
- 래빗 홀 - 니콜 키드먼
- 윈터스 본 - 제니퍼 로렌스
- 블루 발렌타인 - 미셸 윌리엄스

### 남우주연상-드라마
- 킹스 스피치 - 콜린 퍼스 수상
- 소셜 네트워크 - 제시 아이젠버그
- 127 시간 - 제임스 프랭코
- 블루 발렌타인 - 라이언 고슬링
- 더 파이터 - 마크 월버그

### 작품상-뮤지컬코미디
- 에브리바디 올라잇 - 리사 촐로덴코 수상
- 이상한 나라의 앨리스 - 팀 버튼
- 버레스크 - 스티브 앤틴
- 레드 - 로베르트 슈벤트케
- 투어리스트 - 플로리안 헨켈 폰 도너스마르크

### 여우주연상-뮤지컬코미디
- 에브리바디 올라잇 - 아네트 베닝 수상
- 러브 & 드럭스 - 앤 해서웨이
- 투어리스트 - 안젤리나 졸리
- 에브리바디 올라잇 - 줄리안 무어
- 이지 A - 엠마 스톤

### 남우주연상-뮤지컬코미디
- 바니의 버전 - 폴 지아마티 수상
- 이상한 나라의 앨리스 - 조니 뎁
- 투어리스트 - 조니 뎁
- 러브 & 드럭스 - 제이크 질렌할
- 카지노 잭 - 케빈 스페이시

### 여우조연상
- 더 파이터 - 멜리사 레오 수상
- 더 파이터 - 에이미 아담스
- 킹스 스피치 - 헬레나 본햄 카터
- 블랙 스완 - 밀라 쿠니스
- 애니멀 킹덤 - 재키 위버

### 남우조연상
- 더 파이터 - 크리스찬 베일 수상
- 월 스트리트: 머니 네버 슬립스 - 마이클 더글라스
- 소셜 네트워크 - 앤드류 가필드
- 타운 - 제레미 레너
- 킹스 스피치 - 제프리 러쉬

### 장편애니메이션상
- 토이 스토리 3 - 리 언크리치 수상
- 슈퍼배드 - 피에르 꼬팽 외 1명
- 드래곤 길들이기 - 딘 데블로이스 외 1명
- 일루저니스트 - 실뱅 쇼메
- 라푼젤 - 네이슨 그레노

### 외국어 영화상
- 인 어 베터 월드 - 수잔 비에르 수상
- 비우티풀 - 알레한드로 곤잘레스 이냐리투
- 더 콘서트 - 라두 미하일레아누
- 세상의 끝에서 - 알렉세이 유치텔
- 아이 엠 러브 - 루카 구아다그니노

### 감독상
- 소셜 네트워크 - 데이빗 핀처 수상
- 블랙 스완 - 대런 아로노프스키
- 킹스 스피치 - 톰 후퍼
- 인셉션 - 크리스토퍼 놀란
- 더 파이터 - 데이빗 O. 러셀

### 각본상
- 소셜 네트워크 - 아론 소킨 수상
- 127 시간 - 사이몬 뷰포이 외 1명
- 인셉션 - 크리스토퍼 놀란
- 에브리바디 올라잇 - 스튜어트 블럼버그 외 1명
- 킹스 스피치 - 데이빗 세이들러

### 음악상
- 소셜 네트워크 - 트렌트 리즈너 외 1명 수상
- 킹스 스피치 - 알렉상드르 데스플라
- 이상한 나라의 앨리스 - 대니 엘프만
- 127 시간 - A.R 라흐만
- 인셉션 - 한스 짐머

### 주제가상
- 버레스크 - 'You Haven't Seen The Last Of Me' 수상
- 버레스크 - 'Bound To You'
- 컨트리 스트롱 - 'Coming Home'
- 라푼젤 - 'I See The Light'
- 나니아 연대기: 새벽 출정호의 항해 - 'There's A Place For Us'

### 작품상-TV 드라마
- 보드워크 엠파이어 - 티모시 밴 패튼 외 1명 수상
- 덱스터 - 마이클 쿠에스타 외 2명
- 더 굿 와이프 - 로드 홀콤 외 3명
- 매드 맨 - 팀 헌터 외 1명
- 워킹 데드 - 프랭크 다라본트 외 4명

### 여우주연상-TV 드라마
- 선스 오브 아나키 - 케이티 사갈 수상
- 더 굿 와이프 - 줄리아나 마굴리스
- 매드 맨 - 엘리자베스 모스
- 코버트 어페어스 - 파이퍼 페라보
- 클로저 - 카이라 세드윅

### 남우주연상-TV 드라마
- 보드워크 엠파이어 - 스티브 부세미 수상
- 브레이킹 배드 - 브라이언 크랜스톤
- 덱스터 - 마이클 C. 홀
- 매드 맨 - 존 햄
- 하우스 M.D. - 휴 로리

### 작품상-TV 뮤지컬,코미디
- 글리 - 라이언 머피 외 2명 수상
- 30 락 - 아담 번스타인
- 빅 뱅 이론 - 마크 센드로스키
- 빅 C - 빌 콘돈
- 모던 패밀리 - 제이슨 와이너
- 간호사 재키 - 스티브 부세미 외 3명

### 여우주연상-TV 뮤지컬,코미디
- 빅 C - 로라 리니 수상
- 유나이티드 스테이트 오브 타라 - 토니 콜렛
- 간호사 재키 - 에디 팔코
- 30 락 - 티나 페이
- 글리 - 레아 미셀

### 남우주연상-TV 뮤지컬,코미디
- 빅 뱅 이론 - 짐 파슨스 수상
- 30 락 - 알렉 볼드윈
- 오피스 - 스티브 카렐
- 헝 - 토마스 제인
- 글리 - 매튜 모리슨

### 작품상-TV 미니시리즈,영화
- 카를로스 더 자칼 - 올리비에 아사야스 수상
- 더 퍼시픽 - 제레미 포데스와 외 2명
- 더 필러스 오브 더 어스 - STARZ
- 템플 그랜딘 - 믹 잭슨
- 유 돈 노우 잭 - 베리 레빈슨

### 여우주연상-TV 미니시리즈,영화
- 템플 그랜딘 - 클레어 데인즈 수상
- 더 필러스 오브 더 어스 - 헤일리 앳웰
- 크랜포드 - 주디 덴치
- 엠마 - 로몰라 가레이
- 더 클라이언트 리스트 - 제니퍼 러브 휴이트

### 남우주연상-TV 미니시리즈,영화
- 유 돈 노우 잭 - 알 파치노 수상
- 루더 - 이드리스 엘바
- 더 필러스 오브 더 어스 - 이안 맥쉐인
- 특별한 관계 - 데니스 퀘이드
- 카를로스 더 자칼 - [[에드가르 라미레스]

### 여우조연상-TV
- 글리 - 제인 린치 수상
- 특별한 관계 - 홉 데이비스
- 보드워크 엠파이어 - 켈리 맥도날드
- 덱스터 - 줄리아 스타일스
- 모던 패밀리 - 소피아 베르가라

### 남우조연상-TV
- 글리 - 크리스 콜퍼 수상
- 하와이 5-0수사대 - 스콧 칸
- 더 굿 와이프 - 크리스 노스
- 모던 패밀리 - 에릭 스톤스트릿
- 템플 그랜딘 - 데이빗 스트라탄

## 같이 보기
- 할리우드 외신 기자 협회
- 제83회 아카데미상
- 제63회 프라임타임 에미상
- 제62회 프라임타임 에미상
- 제17회 미국 배우 조합상
- 제64회 영국 아카데미 영화상
- 제31회 골든 래즈베리상